# La Louvière
La Louvière là một thành phố và đô thị ở tỉnh Hainaut.  Đô thị La Louvière gồm các đô thị cũ Haine-Saint-Paul, Haine-Saint-Pierre, Saint-Vaast, Trivières, Boussoit, Houdeng-Aimeries, Houdeng-Gœgnies, Maurage, và Strépy-Bracquegnies.  
Cư dân địa phương nổi tiếng có:
- Maurice Grevisse (1895-1980), Maurice Baudoux (1902-1988), Pol Bury (1922-2005), Jean Louvet, Jey Crisfar, (sinh năm 1988, diễn viên), Eden Hazard (sinh năm 1991, cầu thủ bóng đá)

Đô thị này kết nghĩa với:
- Pháp: Saint-Maur-des-Fossés
- Ý: Foligno
- Tây Ban Nha: Córdoba
- Slovakia: Bojnice
- Ba Lan: Kalisz